# Polsbroek
Polsbroek falu a holland Utrecht tartományban. Része az Lopiki önkormányzatnak. 10 km-re délkeletre fekszik Goudától.
2001-ben a falunak 421 lakosa volt. A beépített terület a város 0.06 km2-ét foglalja el 143 épülettel. A szélesebb statisztikai szerint, amely magába foglalja a környező területeket is a falunak 1190 lakosa van és területe mintegy 11 km2.

## Történelem
A 12. század elején Polsbroek hivatalos neve kezdetben Pulzabruch, 1155-től Pulsebroch, 1228-tól Pusbruch, 1296-tól Polsbroic és 1317-től napjainkig Polsbroek. 1155-től a helyi urak gyakorolták a magas (vér bíróság), közepes, illetve alacsony igazságszolgáltatást a területen.
1989-ben Lopik önkormányzatának részévé vált.

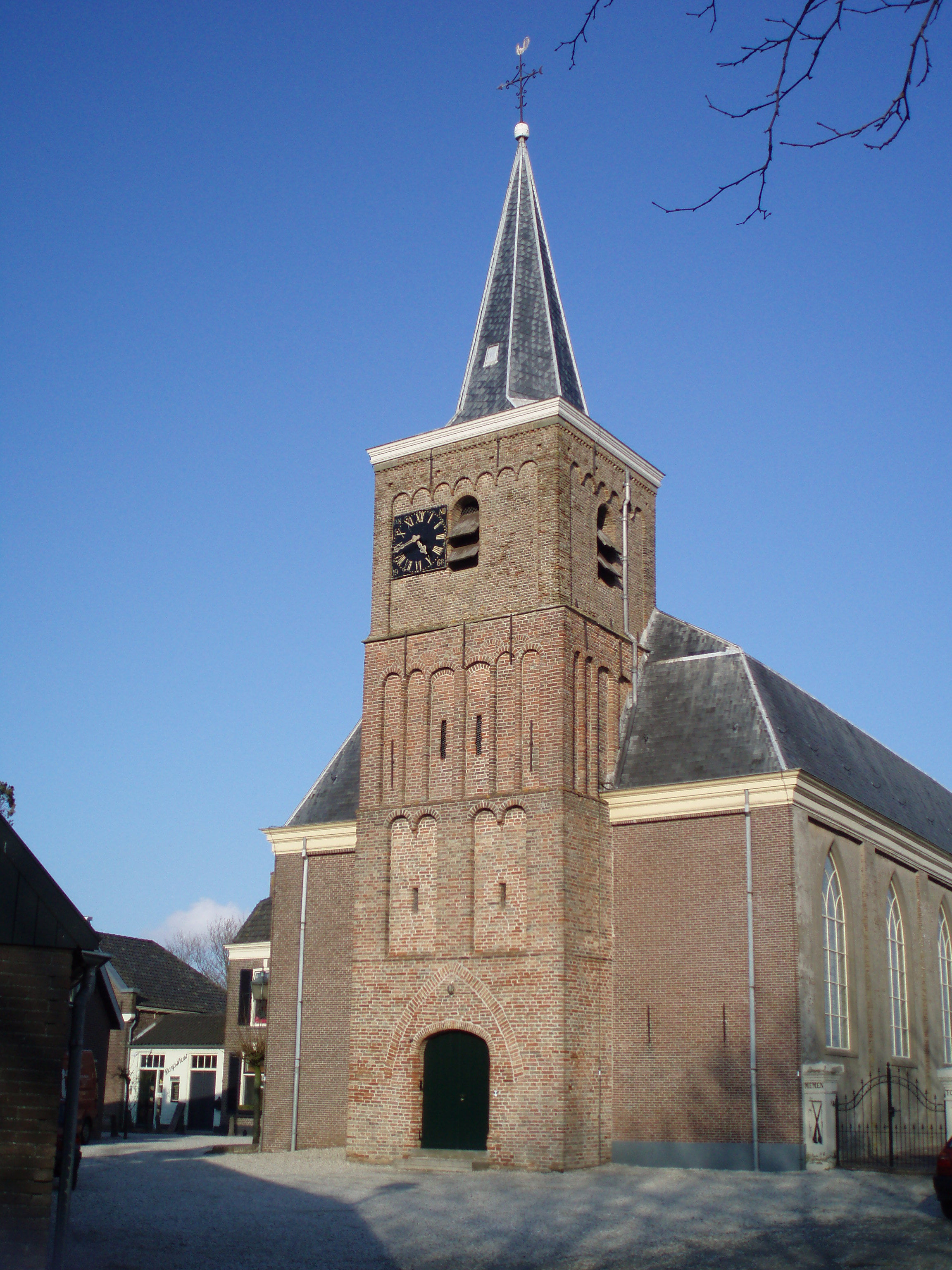
Református templom Polsbroekben